# Pengő

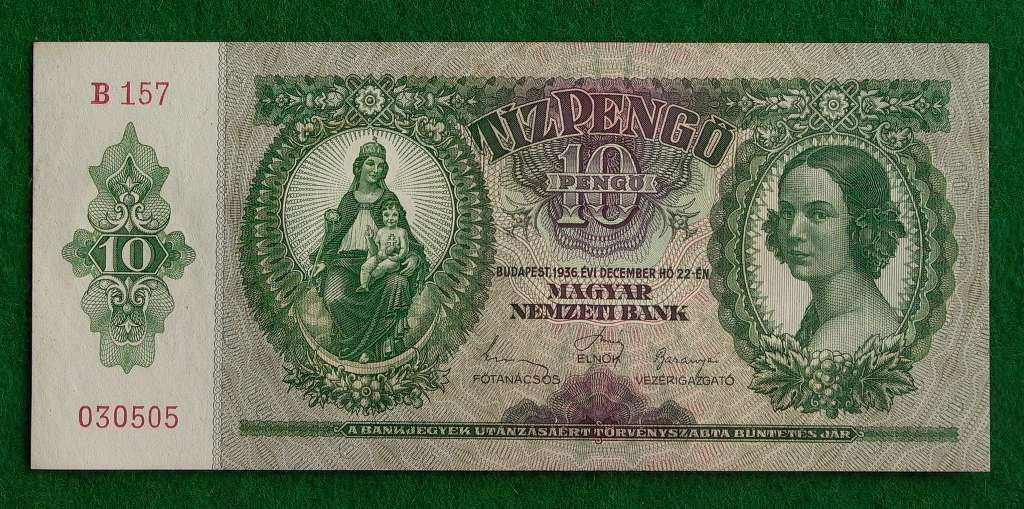
Billete de 10 pengő (1936).

El pengő fue una antigua moneda de Hungría, que estuvo en uso entre el 21 de enero de 1927, cuando remplazó a la corona, y el 31 de julio de 1946, cuando fue reemplazado por el florín (forint) después de un período de intensa hiperinflación. El pengő estuvo dividido en 100 fillér.

## Introducción
Después de la Primera Guerra Mundial, la corona austrohúngara (krone) sufrió una alta tasa de inflación. En Hungría se introdujo una nueva moneda, el pengő, valorado en 12 500 coronas y definido como 3800 pengő por un kilogramo de oro. Sin embargo, a diferencia del caso de la corona austrohúngara, nunca se acuñó ningún pengő de oro.

## Fin del pengő
El pengő perdió su valor después de la Segunda Guerra Mundial, sufriendo la tasa más alta de hiperinflación de todos los tiempos. La moneda fue revaluada, pero esto no detuvo la espiral de la hiperinflación, y los precios continuaron fuera de control. Cada vez se introdujeron denominaciones más altas en los billetes emitidos, alcanzando un máximo de mil trillones (1021) de pengős, que fue impresa pero jamás emitida. La denominación más alta en uso fue de cien trillones (1020) de pengős.
La economía húngara solamente pudo estabilizarse con la introducción de una nueva moneda, y así el 1 de agosto de 1946, fue introducido el florín (forint) a una tasa de 400 000 cuatrillones (4×1029) pengős.